# ゲゲゲの鬼太郎 妖怪JAPANラリー3D
- ゲゲゲの鬼太郎 > ゲゲゲの鬼太郎 (テレビアニメ第5シリーズ) > ゲゲゲの鬼太郎 妖怪JAPANラリー3D
- サンリオピューロランド > ゲゲゲの鬼太郎 妖怪JAPANラリー3D

ゲゲゲの鬼太郎 妖怪JAPANラリー3D（ゲゲゲのきたろう ようかいジャパンラリースリーディー）は、サンリオピューロランド、およびハーモニーランドにある体感アトラクションの1つである『4Dアトラクション「夢のタイムマシン」』用として、2008年7月12日より上映された東映アニメーション製作の『ゲゲゲの鬼太郎（第5作）』の立体3D&アトラクション作品。ハーモニーランドでは2008年7月19日より上映された。

## 概要
女性向けのイメージの強いサンリオピューロランドの客層を拡大すべく当演目が導入された。サンリオピューロランド向けにサンリオと東映アニメーションCGチーム共同で新たに制作された、完全オリジナルストーリーによるCGアニメーションである。映像プログラムの製作にはサイクロンエンターテインメントや、ダイナモアミューズメントも携わっている。上映時間約20分。プレショー（上映前の解説）にはキティちゃんが登場し、目玉おやじとの共演も見られた。スポンサーはバンダイである。
上映期間は当初2年間を予定していたが、サンリオピューロランドでは2011年12月7日まで約3年5ヶ月間上映され、同アトラクションでは最長の怪獣プラネットゴジラの約4年3ヶ月間に次ぐ長さの上映期間であった。当演目の終了後は「ONE PIECE 3D 激走!トラップコースター」が上映された。なお、ハーモニーランドでは当演目が「夢のタイムマシン」の最終演目となり、2011年5月8日までの約2年10カ月間上映された。
サンリオピューロランドにおける過去の上映作品（東映アニメーション製作）には、2000年『デジモンアドベンチャー3D デジモングランプリ』、2002年『ワンピース・グランドラインの冒険』、2006年『デジモンセイバーズ3D デジタルワールド危機イッパツ!』がある。

## 舞台装置
アトラクションの「夢のタイムマシン」は、2台のDLPプロジェクターを使用した偏光式立体映像に、画面にあわせて動くムービングシート、サラウンド音響や香りの演出がされた今日における4Dに準ずる体感シアターとなっている。動くシートは4歳以上の年齢制限や110 cm以上の身長制限が設けられている。

## キャスト
- 鬼太郎(エントリーNO.51) - 高山みなみ[注釈 1]

アルファロメオに似たクラシック・スポーツカーで参戦。スーパーチャージャーを装備しており、エンジンなど内部は近代的であることが分かる。結果は優勝。
- 目玉おやじ - 田の中勇

お椀型の円盤に乗って、レース解説役を担当。
- ネコ娘(エントリーNO.14) - 今野宏美

アメリカンバイクをベースにしたトライクで参戦。結果は準優勝。
- ねずみ男(エントリーNO.23) - 高木渉

1960年代のフォーミュラカーを思わせるレーシングカーで参戦。前面に安定翼を広げて滑空が可能。結果は第3位。
- 子泣きじじい & ぬりかべ(エントリーNO.8) - 龍田直樹

子泣きじじいとぬりかべのペアで三輪自動車で参戦。どちらが運転するかで揉め、ジャンプコースであっけなくリタイア。
- スイコ(エントリーNO.99) - 楠大典

アジア代表としてプロペラで推進する縦に長い水陸両用車で参戦。氷雪地帯コースで体が凍結し雪山に突っ込みリタイア。
- 魔女ザンビア(エントリーNO.47) - 野中藍

ヨーロッパ代表として大型の四輪バギーで参戦。実はレースが目的ではなく、鬼太郎を倒しバックベアードに褒めてもらうためであった。
- ドラキュラ三世 - 小西克幸
- 狼男ワイルド - 高戸靖広

ザンビアに呼ばれ2人でトラックに乗りレースに乱入したが、鬼太郎の体内電気に倒される。
- かわうそ - 丸山優子

レース開始カウントダウン担当。
- 一反もめん - 八奈見乗児

レース開始前に顔出し程度に少しだけ登場。
- バックベアード - 柴田秀勝
- キティ - 林原めぐみ

プレショー（本編の前の解説）のみに登場し、目玉おやじとのかけ合いをする。
- ドリーモン - 真殿光昭

「夢のタイムマシン」の専属パイロットのロボット。シアター最前列、スクリーン前に居てメインショー（本編）の冒頭でアトラクションについての解説を行なう（「夢のタイムマシン」の各歴代演目共通）。

## 映像製作スタッフ
- 監督 - 中村健治[2]
- 企画 - 永富大地、小原康平、櫻田博之
- 美術監督 - 倉橋隆
- ストーリー - 三条陸、木原大輔[2]
- CG監督 - 森田信廣
- CGプロデューサー - 氷見武士
- CGラインプロデューサー - 横尾裕次
- CGディレクター - 森田信廣
- CGスタッフ - 米澤真一、佐藤直樹
- 編集 - 片瀬健太
- 記録 - 橋口舞子

## 補足
- 映像ソフト化はDVDの特典映像等も含め、2018年現在のところ行われておらず、劇場以外では視聴困難な作品となっている。
- 「ゲゲゲの鬼太郎 妖怪JAPANラリー3D」の上映を記念して、「夢のタイムマシン」を1回利用できるサンリオピューロランド特別入場割引券が配布された[10]。

## 上映されたその他の施設
- としまえん4Dシアター - 2014年3月21日〜7月6日
- 鳥取二十世紀梨記念館なしっこ3Dシアター - 2014年10月25日〜11月30日[11]
- 那須ハイランドパーク - 2016年3月1日[12]〜終演時期不明[注釈 2]
- 日本モンキーパーク[14] - 上映時期不明

## 関連商品
- 『鬼太郎マガジン vol.1』講談社、2008年5月16日。ISBN 978-4063788969。

「ゲゲゲの鬼太郎 妖怪JAPANラリー3D」について掲載されている。